# Harvi Barns
Harvi Luis Barns (9. decembar 1997) engleski je profesionalni fudbaler koji igra kao krilo za premijerligaški klub Njukasl junajted i reprezentaciju Engleske.

## Karijera
Barns je proizvod akademije Lester Sitija, kojoj se pridružio sa devet godina. Prvi profesionalni ugovor sa klubom potpisao je 25. juna 2016. a 7. decembra 2016. debitovao je za prvi tim kao zamena u drugom poluvremenu u porazu od Porta u UEFA Ligi šampiona od 5-0.
Dana 20. januara 2017. godine, Barns se pridružio klubu Lige jedan Milton Kins Dons-u na pozajmici do kraja sezone 2016–17. godine. 
Iste godine, 11. avgusta 2017. godine, Barns se pridružio šampionskom klubu Barnsli na sezonskoj pozajmici. Sledećeg dana je debitovao za klub kao zamena u 80. minutu u 1-2 domaćem porazu od Ipsvič Tauna. Prvi gol za Barnsli postigao je protiv Sanderlenda 26. avgusta 2017.
1. januara 2018. Barnes je opozvan iz zajma u Barnslei-u i vraćen u Leicester Citi.
U Premijer ligi je debitovao 19. aprila 2018, kao zamena u 91. minutu u remiju protiv Sautemptona 0: 0. 
U julu 2018. godine, nakon što je prvobitno dogovorio da se pridruži Lids junajted-u na pozajmici, Barns se u poslednjem trenutku predomislio i 24. jula 2018. je potpisao novi četvorogodišnji ugovor sa Lesterom i pridružio se Vest Bromvič albionu na sezonskoj pozajmici. Postigao je spektakularni gol u svom ligaškom debiju tokom poraza od domaćih 2: 1 protiv Boltona Vonderersa 4. avgusta 2018. 
Lester je 11. januara 2019. Barnsa opozvao sa trenutnim dejstvom. Prvi gol za Lester Siti postigao je 20. aprila u nerešenom rezultatu 2: 2 sa Vest Hem junajtedom. U junu je potpisao novi petogodišnji ugovor. Dana 24. avgusta 2019, Barns je postigao poluvolej protiv Šefield junajted-a da bi Lesteru doneo pobedu. Taj zapanjujući štrajk je kasnije izglasan za cilj meseca Premijer lige.

## Reprezentacija
Dana 28. septembra 2017. Barns je pozvan u tim Engleske do 20 godina a 5. oktobra 2017. predstavljen je kao zamena u prijateljskoj pobedi nad Italijom od 5-1 u gostima.
Posle dve godine, 27. maja 2019, Barns je bio uključen u ekipu Engleske sa 23 igrača za UEFA-ino evropsko prvenstvo do 21 godine 2019. 
On je 1. oktobra 2020. prvi put pozvan u seniorski tim Engleske. U Engleskoj je debitovao kao zamena u 76. minutu u pobedi nad Velsom od 3: 0. 

## Trofeji

### Lester Siti
- FA kup (1) : 2020/21.
- FA komjuniti šild (1) : 2021.

### Njukasl junajted
- Liga kup Engleske (1) : 2024/25.[9]